# Javi de Pedro
Francisco Javier de Pedro Falque (Logroño, La Rioja, 4 de agosto de 1973), conocido como Javi de Pedro, es un exfutbolista y entrenador español. Es recordado principalmente por su etapa en la Real Sociedad (1993-2004), cuando llegó a ser internacional con la selección española.

## Trayectoria
Javier de Pedro nació en la ciudad de Logroño y pasó dos años de su infancia en la localidad de Viniegra de Abajo, también en La Rioja. Sin embargo, desde niño residió en la ciudad de San Sebastián (País Vasco), donde comenzó a jugar con ocho años al fútbol en el equipo del barrio de El Antiguo, el Antiguoko, club de fútbol base.
Fichó por la Real Sociedad cuando llegó a juvenil. Jugó en los juveniles de la Real Sociedad y posteriormente en el filial de Segunda división B, la Real Sociedad de Fútbol B, entre 1992 y 1994. En esta época coincidió ya con Iñigo Idiákez y Agustín Aranzábal, pertenecientes como él a la quinta de 1973 y con los que ascendería al primer equipo.
Su debut con la Real Sociedad se produjo con 20 años de edad, el 7 de noviembre de 1993, en el Estadio de Anoeta, en un partido ante la UE Lleida. En su primera temporada en el primer equipo compaginó actuaciones en el filial con partidos en la Primera división, hasta un total de catorce.
Durante once temporadas, De Pedro jugó en la primera plantilla de la Real Sociedad, totalizando 325 partidos oficiales con este club y marcando 52 goles. 304 de los partidos y 45 de los goles fueron en la Primera división española.
En la Real Sociedad, tenía como posición centro izquierdo del campo. Durante varias temporadas fue uno de los mejores asistentes de gol en la Liga española y llegó a liderar esta clasificación en la temporada 2002-03. Era el jugador que habitualmente sacaba los córneres y tiraba los penaltis en el equipo.
De Pedro formó sociedad en el campo con el lateral izquierdo Agustín Aranzabal, estos dos jugadores formaban una banda izquierda muy ofensiva. También lo hizo con el delantero Darko Kovačević, a menudo asistido De Pedro.
Durante los más de 10 años en los que De Pedro permaneció en la Real Sociedad destacan las temporada 1997-98 y la 2002-03. Las dos fueron puntos álgidos en la carrera de De Pedro, que destacó junto a su equipo en aquellas temporadas.
El verano de 2003, tras obtener el subcampeonato de Liga, Southampton FC de la Premier League intentó fichar a De Pedro. Sin embargo, club y equipo técnico, no consideraron la oferta como suficiente, por lo que De Pedro se quedó en el club a cumplir el año de contrato que le restaba.
Tras acabar su contrato con la Real Sociedad en junio de 2004, De Pedro fichó por 2 años con Blackburn Rovers. En Blackburn De Pedro apenas llegó a jugar, jugando únicamente 2 partidos oficiales con los Rovers, uno en Liga y otro en la Copa de la Liga. La marcha del técnico Graeme Souness que fue sustituido por Mark Hughes supuso además el ostracismo de De Pedro que quedó fuera de las convocatorias y de los planes del técnico. En diciembre llegó a un acuerdo con el Blackburn para rescindir su contrato y obtener la carta de libertad.
En el mercado invernal, De Pedro firmó con el AC Perugia de la Serie B italiana a finales de enero de 2005 y por el resto de temporada. En Perugia De Pedro jugó cinco partidos y al finalizar la temporada abandonó el equipo. A pesar de haber estado luchando por el ascenso a la Serie A, el Perugia descendió por problemas económicos y tuvo que ser refundado en la Serie C italiana.
En septiembre de 2005 estuvo a prueba en el IFK Göteborg gracias a su excompañero en la Real Sociedad, Haakan Mild, director técnico del club que fue su valedor para fichar por el conjunto sueco. Por su baja forma en el momento de fichaje y porque la Liga sueca se juega de abril a octubre, De Pedro no tuvo tiempo de integrarse en el equipo hasta finalizar la temporada 2005, limitándose a entrenar con sus nuevos compañeros y a debutar con el equipo filial del Göteborg. Precisamente en el debut con el filial fue expulsado a los 3 minutos de juego por agredir a un jugador rival. En diciembre comenzó la pretemporada con su nuevo club cara a la campaña 2006, pero al poco de ello surgió la noticia sorprendente de que De Pedro abandonaba el club por motivos personales.
De Suecia De Pedro marchó a Grecia, en febrero de 2006, para fichar por el Ergotelis de Creta, equipo de la Segunda División helena. Apenas jugó algún amistoso con los griegos para abandonar rápidamente el club, ya que su transfer no llegó. En abril de ese año estuvo a prueba en el Club Deportivo Mensajero de la Tercera División de España, pero finalmente su fichaje por el club de La Palma no se materializó.
Al comienzo de la temporada 2006/07 De Pedro fichó por el Burgos CF de la Segunda División B siendo el entrenador Gonzalo Arkonada su valedor. De Pedro llegaría a disputar cinco partidos con el equipo burgalés , pero el 8 de enero de 2007 anunció que abandonaba la disciplina del equipo burgalés por causas familiares.
Tras permanecer sin equipo lo que restaba de la temporada 2006-07, el 4 de agosto de 2007 anunció su fichaje por el Club Deportivo Vera, equipo de la regional preferente canaria, que a pesar de militar en una categoría de aficionados se estaba reforzando con algunos jugadores profesionales de renombre como Pablo Paz o Agustín Aranzabal. Sin embargo, apenas un mes después de su fichaje y sin haber llegado a debutar, el 20 de septiembre el club canario decidió rescindir su contrato alegando "inadaptación al entorno y bajo rendimiento". Tras esta última experiencia, colgó definitivamente las botas. 
El 16 de marzo de 2008 recibió un homenaje por parte de la Real Sociedad, realizando el saque de honor del partido entre los donostiarras y el CD Numancia. De Pedro ya había sido homenajeado anteriormente, el 15 de mayo de 2004, coincidiendo con su marcha del club, cuando recibió la máxima distinción de la entidad, la insignia de oro y brillantes, de la mano del entonces presidente, José Luis Astiazarán.
En el año 2010 fue colaborador habitual del programa humorístico-deportivo de televisión Uyyyyy!, que se emitió en la ETB-2, canal autonómico del País Vasco.
En noviembre de 2019 De Pedro fue anunciado como el nuevo entrenador del Yagüe Club de Fútbol. Tras perder los tres partidos en los que entrenó, De Pedro abandonó el club riojano, que estaba estudiando una oferta para entrenar un club extranjero que finalmente no se materializó. 

## Selección nacional
Fue internacional con la Selección nacional de fútbol de España en 12 ocasiones, siendo su gran valedor el seleccionador José Antonio Camacho.
Debutó en Granada el 23 de septiembre de 1998 en un amistoso España 1-0 Rusia. La selección española venía de fracasar en el Mundial de Fútbol de 1998 y el seleccionador Javier Clemente había sido destituido tras el partido anterior. El recién nombrado seleccionador José Antonio Camacho incluyó a De Pedro en el nuevo grupo de jugadores de su confianza y le hizo jugar en sus 3 primeros partidos como entrenador a lo largo de lo que restaba de 1998. De Pedro marcó un gol en el tercero de ellos, un amistoso ante Italia. Durante los siguientes años, De Pedro estuvo fuera de las convocatoria de la selección española, pero Camacho le recuperó en vísperas del Mundial de Fútbol de 2002 y lo introdujo en el once titular. 
En el Mundial de Corea y Japón jugó cuatro de los cinco partidos que disputó la selección española. De estos cuatro partidos, el jugado frente a la Eslovenia fue el más destacado. 
Tras el Mundial y el cambio de seleccionador, Iñaki Sáez sustituyó a Camacho, De Pedro dejó de ser titular de la selección, aunque a lo largo de la temporada 2002-03 volvió a ser convocado por Sáez, marcando en uno de dichos partidos el primer tanto en un amistoso ante Ecuador, que acabó 4-0. Su último partido como internacional fue el 11 de junio de 2003 en Belfast ante Irlanda del Norte en un partido clasificatorio para la Eurocopa.
Con anterioridad había sido internacional con la selección española Sub-21, donde disputó 4 partidos y quedó subcampeón de la Eurocopa sub-21 de 1996.
También disputó partidos amistosos con la selección del País Vasco.

### Participaciones en torneos internacionales de selecciones
| Mundial                        | Selección | Resultado        |
| ------------------------------ | --------- | ---------------- |
| Copa Mundial de Fútbol de 2002 | España    | Cuartos de final |

## Clubes como jugador
| Club                | País       | Año       |
| ------------------- | ---------- | --------- |
| Real Sociedad B     | España     | 1992-1993 |
| Real Sociedad       | España     | 1993-2004 |
| Blackburn Rovers FC | Inglaterra | 2004      |
| AC Perugia          | Italia     | 2005      |
| IFK Göteborg        | Suecia     | 2005-2006 |
| Ergotelis de Creta  | Grecia     | 2006      |
| Burgos CF           | España     | 2006-2007 |
| Club Deportivo Vera | España     | 2007      |

## Clubes como entrenador
| Club                 | País   | Año  |
| -------------------- | ------ | ---- |
| Yagüe Club de Fútbol | España | 2019 |

## Otros datos
- En su juventud Javi De Pedro también era un gran pelotari, pero lo tuvo que dejar cuando llegó a la Real Sociedad, porque Javier Expósito se lo prohibió. Tras su retirada como futbolista, De Pedro ha vuelto a jugar torneos de pelota como aficionado.
- El campo de fútbol de la localidad riojana de Viniegra de Abajo, llamado anteriormente Alabarte, fue rebautizado como Campo de fútbol Javier de Pedro Falque en honor del futbolista, que fue vecino del pueblo durante los primeros años de su infancia.
- En junio de 2024, el exjugador, que se encontraba en busca y captura por agredir a su mujer, ingresó en prisión por reincidente al maltratar a otra.[15][16]